# إمارة الحفصيين ببجاية
مملكة بجاية أو الحفصيون في بجاية كانوا سلالة من الأمراء المستقلين, حيث كونو فرعًا من السلالة الحفصية التي حكمت تونس؛ كانو تارة يوالون الخليفة في تونس، وتارة أخرى يحكمون بشكل مستقل و دوري, كان هناك أيضًا صراع بين فرعي السلالة.

## قبل الحفصيين
اتخذت سلالة الحماديين من بجاية عاصمتهم عام 1090.  في عهد الخلافة الموحدية كانت بجاية عاصمة المناطق الغربية، المقابلة لمناطق الحماديين السابقة، مع تونس عاصمة الشرق. الخليفة الموحدي عبد المؤمن الكومي عين ابنه واليا على بجاية.  :5في عام 1184 تم الاستيلاء عليها لفترة وجيزة من قبل قوة غزو من مايوركا لدعم أحد أفراد سلالة المرابطين المخلوعة علي بن إسحاق بن غنيا. بعد ذلك، وبعد استعادة الحكم الموحدي، تم تعيين حكام بجاية في الغالب من عائلة الخليفة المباشرة. 

## الفترة الحفصية المبكرة
أعلن مؤسس الدولة الحفصية أبو زكريا يحيى الاستقلال عن الموحدين عام 1229 في تونس واستولى على كل من قسنطينة وبجاية عام 1230.   :22على غرار الممارسة الموحدية المتمثلة في تعيين أفراد الأسرة المقربين لحكم بجاية عين ابنه أبو يحيى زكريا واليا بعد فترة وجيزة.  كان الوريث الواضح لكنه توفي قبل والده عام 1249.  وعين الخليفة الجديد محمد الأول المستنصر شقيقه أبو حفص واليا.  :68
في عهد الخليفة التالي يحيى الثاني الواثق كانت بجاية مركزًا للثورة. كان المستشار رجلاً لا يحظى بشعبية كبيرة ويُدعى ابن الهبار. ويروي ابن خلدون أن المستشار أرسل أخاه أبو العلاء إدريس إلى بجاية لرعاية مالية المدينة مع الوالي الموحدي محمد بن أبي هلال الهنتاتي. عندما قام الوالي باغتيال المستشار عام 1278 اضطر للبحث عن شخص يمكن أن يحل محل السلطة القائمة في تونس.  ولذلك دعا الهنتاتي عم الخليفة أبو إسحاق إبراهيم إلى التمرد. وكان الأخير قد ثار بالفعل على أبي عبد الله محمد المستنصر، شقيقه ووالد أبي زكريا يحيى الثاني، وهرب أولاً إلى الأندلس ثم إلى تلمسان . حصل إبراهيم أيضًا على دعم الملك بيدرو الثالث ملك أراغون .  استقبله محمد بن أبي هلال الهنتاني وأعيان بجاية، فاستولى على المدينة في أبريل 1279 وفي أغسطس من نفس العام دخل تونس حيث تم الاعتراف به حاكمًا. وكان استيلاؤه على السلطة سلمياً بعد أن انتفض قادة الجيش واتفقوا على الاعتراف به. 
كان عهد إبراهيم القصير بمثابة بداية انقسام المناطق الحفصية وانفصال إمارة بجاية عن الخلافة الحفصية الرئيسية. سقط إبراهيم بثورة ابن أبي عمارة في جنوب أراضيه.  في يناير 1283 عندما اجتاح الذعر تونس هرب إبراهيم وصل إلى بجاية في فبراير، حيث أجبره الوالي ابنه أبو فارس على التنازل عن العرش، وأعلن نفسه خليفة باسم المعتمد.  :85
قاد أبو فارس جيشًا ضد ابن أبي عمارة الذي التقى بقواته في يونيو 1283 بالقرب من قلعة السنام . وكانت النتيجة الهزيمة الكاملة للقوات الحفصية. قُتل أبو فارس في المعركة، بينما تم القبض على ثلاثة من إخوته وابن أخيه وإعدامهم. وكان فرد الأسرة الوحيد الذي تمكن من الفرار هو الأخ غير الشقيق لإبراهيم أبو حفص عمر بن يحيى . وفر إبراهيم وابنه المتبقي أبو زكريا من بجاية. وصل الابن إلى بر الأمان في تلمسان ولكن تم القبض على إبراهيم وإعادته إلى بجاية حيث تم إعدامه على يد مبعوث ابن أبي عمارة في يونيو 1283.  تمكن أبو حفص عمر في النهاية من استعادة السلطة في تونس، ولكن بحلول هذا الوقت كان أبو زكريا، نجل إبراهيم، قد أثبت نفسه حاكمًا على بجاية. 

## الفترة الأولى من الاستقلال

### أبو زكريا 1285-1301
بعد الفوضى الناجمة عن تمرد ابن أبي عمارة تم الاعتراف بأبي زكريا حاكما ليس فقط في بجاية بل في قسنطينة والجزائر العاصمة ودلس . ولم يدّعي أنه خليفة على عكس أبناء عمومته في تونس. وعلى الرغم من احتفاظه بلقب الأمير إلا أنه اتخذ لقبًا يذكرنا باسم الخليفة وهو المنتخب لإحياء دين الله. حاول إعادة توحيد الأراضي الحفصية من خلال التقدم نحو تونس للإطاحة بعمه أبو حفص عمر بن يحيى، لكن حاكم تلمسان الزياني عثمان المتحالف مع تونس هدد بجاية وأجبره على الانسحاب.  :103غير أن أبو زكريا تمكن من تعزيز حكمه على بسكرة وورقلة وجبال الأوراس .  :100في وقت لاحق من حكمه واجه تهديدًا جديدًا من الغرب يتمثل في الحاكم المريني أبو يعقوب يوسف النصر الذي استولى أولاً على الجزائر العاصمة ثم هاجم بجاية نفسها.  :112

### أبو البقعة خالد النصر 1301-1311
في عام 1301 خلف أبو زكريا ابنه أبو البقعة خالد النصر . في عام 1307 زار بجاية العالم المسيحي رامون لول الذي ادعى أنه أثبت زيف الإسلام وتعرض للضرب وحبسه القاضي . ومكث في السجن ستة أشهر حتى قرر أبو البقاء إطلاق سراحه وإخراجه من مملكته. 
قام أبو البقاء خالد بمقاربات دبلوماسية مع أبو عصيدة محمد الثاني حاكم تونس الحفصي لإنهاء الانقسام بين فرعي الأسرة وبموجب الاتفاق الذي أعقب ذلك، كان على أول من يموت أن يخلفه الآخر لكن عندما توفي أبو عصيدة عام 1309 أعلن شيوخ تونس ابنًا لأبي فارس بن إبراهيم الأول واسمه أبو يحيى أبو بكر الأول الشهيد بدلاً من ذلك. استغرق أبو البقعة سبعة عشر يومًا للقضاء على منافسه والاستيلاء على تونس.
لكن إعادة توحيد المناطق الحفصية كانت عابرة. ما إن تم تنصيب أبو البقعة في تونس حتى اندلع التمرد في قسنطينة بقيادة شقيقه أبو يحيى أبو بكر . وجد وجهاء تونس أن حكم أبي البقعة قاسٍ للغاية وأيد الكثيرون قضية أخيه. ومع تراجع دعمه، استسلم أبو البقع لأخيه على أمل إنقاذ حياته، لكنه سرعان ما اغتيل. على الرغم من استمرار أبو يحيى أبو بكر في حكم بجاية، إلا أنه سرعان ما فقد السيطرة على تونس لصالح ابن عمه البعيد عبد الواحد زكريا بن اللحياني، لذلك ظلت الدولة الحفصية منقسمة.  :127

### أبو يحيى أبو بكر 1311-1318
حافظ أبو يحيى أبو بكر على علاقات جيدة عمومًا مع تونس في البداية، لكنه حارب تلمسان. في عام 1315 أو 1316 بدأ مهاجمة تونس. في عام 1317 هرب اللحياني وتنازل عن العرش لابنه، ولكن في أوائل عام 1318، دخل أبو يحيى أبو بكر إلى العاصمة، وبذلك أعاد توحيد المقاطعات الحفصية مرة أخرى.   :128,130–133

## الفترة الثانية من الاستقلال
تلت فترة الوحدة حروب الخلافة بعد وفاة أبي يحيى أبو بكر وفي عام 1347 غزوة الحكام المرينيين أبو الحسن علي بن عثمان وأبي عنان فارس . في نهاية المطاف سيطر أبو إسحاق إبراهيم الثاني على تونس وتنازل عن بجاية لابن عمه أبو عبد الله بن أبو زكريا، ابن أبو زكريا يحيى، ابن أبو يحيى أبو بكر.  :166-180وفي عهد حكومة أبي عبد الله شغل ابن خلدون منصب رئيس الوزراء. 
وسرعان ما وجد أبو عبد الله نفسه في صراع مع ابن عم حفصي آخر، وهو أبو العباس القسنطيني في مايو 1366 استولى أبو العباس على بجاية منه وبذلك وحد غرب إفريقية تحت حاكم واحد مرة أخرى. وبوفاة أبو إسحاق إبراهيم في تونس، تمكن أبو العباس بسرعة من إعادة توحيد المناطق الغربية والشرقية للمرة الثالثة عام 1370.  :183-5

## الفترة الثالثة من الاستقلال
بدأت الفترة الثالثة لاستقلال الحفصيين في بجاية عندما كان أبو عمرو عثمان خليفة في تونس (1435-1488). وكان الخليفة السابق المنتصر قد عين ابنا لأبي فارس عبد العزيز الثاني اسمه أبو الحسن علي واليا على بجاية. في ربيع عام 1436، حصل أبو الحسن على دعم أولاد أبي الليل في محاولته العرش الحفصي. حاصر المتمردون قسنطينة لمدة شهر ووصلوا إلى أسوار العاصمة تونس نفسها. تم هزيمة التمرد الأولي من قبل عثمان وأنصاره في معركة بالقرب من الآثار الرومانية في تيبازة في 4 أكتوبر 1436. وفر أبو الحسن عائداً إلى بجاية. استمر تمرده بدعم من زعماء القبائل حتى عام 1439. في 9 نوفمبر من ذلك العام، استولت قوات عثمان على بجاية لكن أبو الحسن هرب واستمر في التمرد لأكثر من اثني عشر عامًا، واستعاد بجاية لمدة ثلاثة أسابيع تقريبًا في عام 1446 وحاصرها مرة أخرى في عام 1452. لكن في تلك السنة بالذات، تعرض للخيانة من قبل حلفائه في منطقة القبائل وتم إحضاره إلى قسنطينة كأسير. تم إعدامه بسرعة وتقديم رأسه إلى عثمان.  :243-4
تم تسجيل الفترة الأخيرة من الاستقلال من قبل المؤرخين في نهاية القرن الخامس عشر. أفاد ليو الإفريقي أنه عشية الغزو الإسباني كانت منطقة بجاية مستقلة عن تونس.  وأكد المريني أيضًا أنه في أوائل القرن السادس عشر كان أمير بجاية مستقلاً عن تونس كما كان أمراء قسنطينة وعنابة ,وكان أمير بجاية في زمنه هو أبو العباس عبد العزيز.  وكان بين أبو العباس هذا وأخيه أبو بكر أمير قسنطينة صراع على السيطرة على المنطقة. تفسر حالة العداء هذه بين الأمراء المختلفين عدم وجود رد موحد على الاستيلاء الإسباني على بجاية (1510) . 